# Bahadurpur (Sarlahi)
Bahadurpur (nep. बहादुरपुर) – gaun wikas samiti w środkowej części Nepalu w strefie Dźanakpur w dystrykcie Sarlahi. Według nepalskiego spisu powszechnego z 2001 roku liczył on 225 gospodarstw domowych i 1542 mieszkańców (751 kobiet i 791 mężczyzn).